# Wiktor Deni
Wiktor Nikołajewicz Denisow (ros. Виктор Николаевич Денисов), znany bardziej jako Wiktor Deni (ros. Виктор Дени); ur. 8 marca 1893, zm. 3 sierpnia 1946) – rosyjski satyryk, grafik i karykaturzysta. Zasłużony Działacz Sztuk RFSRR (1932). Jego ilustracje oraz karykatury polityczne były publikowane m.in. w „Prawdzie”. Rozpoczął swoją karierę w okresie rewolucji. Był jednym z głównych twórców plakatów Agitprop w latach 1917-1921. Jego polityczne karykatury opublikowane w „Prawdzie” stały się inspiracją do nakręcenia animowanego filmu propagandowego pt. Radzieckie zabawki (1924).